# Gymnanthes longipes
Gymnanthes longipes är en törelväxtart som beskrevs av Johannes Müller Argoviensis. Gymnanthes longipes ingår i släktet Gymnanthes och familjen törelväxter. Inga underarter finns listade i Catalogue of Life.